# Prismognathus angularis
Prismognathus angularis is een keversoort uit de familie vliegende herten (Lucanidae). De wetenschappelijke naam van de soort werd in 1874 gepubliceerd door Charles Owen Waterhouse.